# 이숙현

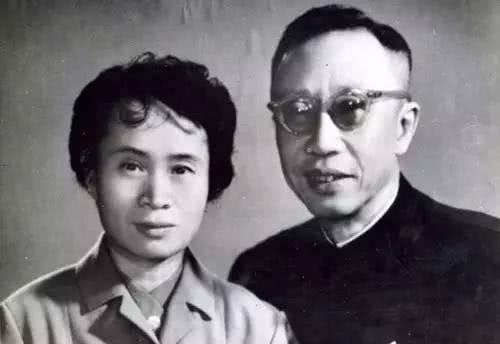

이숙현(李淑賢, 1924년 9월 4일 ~ 1997년 6월 9일)은 중화인민공화국의 인물로 청나라 마지막 황제 푸이의 다섯번째 아내였다. 1962년 결혼할 당시 푸이는 일반 시민 신분이었고 그녀는 황후였던 적이 없다.
1924년 9월 4일생이며 일설에는 1925년생 설도 있다. 이숙현은 한인(漢人) 출신으로 결혼 전에는 직업은 의원(醫院)의 간호사였다. 일반인 남성과의 이혼 후 이름을 알 수 없는 어느 노파의 소개로 푸이를 알게 되고, 1962년 결혼하였다. 1967년 그녀의 두번째 혹은 세번째 남편이었던 푸이가 사망하자 대중의 시선에서 멀어졌다. 1997년 6월 9일 폐암으로 사망했다.
그는 황후였던 적은 없었으나 푸이의 마지막 아내라 하여 청조 구 황실에서 효혜민황후라는 사시를 추서했다.

## 같이 보기
- 푸이
- 완룽
- 원슈